# 6年
| 千纪： | 1千纪                                                                       |
| 世纪： | 前1世纪 \| 1世纪 \| 2世纪                                                   |
| 年代： | 前20年代 \| 前10年代 \| 前0年代 \| 0年代 \| 10年代 \| 20年代 \| 30年代      |
| 年份： | 1年 \| 2年 \| 3年 \| 4年 \| 5年 \| 6年 \| 7年 \| 8年 \| 9年 \| 10年 \| 11年 |
| 纪年： | 西汉居摄元年                                                                |

## 大事记

### 按照地区分类

#### 罗马帝国
- 屋大维使元老院通过以继承税、拍卖税，作为补助老兵的生活费用。
- 潘诺尼亚和达尔马提亚爆发大起义，屋大维调提比留去征讨。
- 猶太省成为罗马直辖行省。
- 撒马利亚、犹太、以土买的总督（英语：Ethnarch）希律·阿基勞斯被罢免，流放到高卢的维埃纳。
- 在达尔马提亚和潘诺尼亚的伊利里亚人发动了大伊利里亚起义（英语：Bellum Batonianum）。
- 居里纽成为了叙利亚的总督，并成为犹太名义上的总督。
- 马库斯·埃米利乌斯·雷比达（英语：Marcus Aemilius Lepidus (consul 6)）和卢修斯·阿伦提乌斯（英语：Lucius Arruntius the Elder）任命执政官。
- 西奥菲勒斯成为雅典执政官。在之后直到23年才再次有记载。

### 中国
- 2月3日——王莽毒死漢平帝，立年僅兩歲的孺子嬰為西漢皇帝，太皇太后王氏命王莽代天子朝政，稱“假皇帝”或“攝皇帝”。
- 翟義联合东郡都尉刘宇、严乡侯刘信起兵反王莽，立刘信为皇帝，自任大司马柱天大将军，部下聚集十万人，不久兵败被杀。

## 各国领袖

### 非洲
- 库施
  - 国王：Natakamani（前1年－20年）
- 毛里塔尼亚
  - 国王：Juba II（前25年－23年）

### 亚洲
- 中国
  - 汉朝
    - 皇帝：孺子婴（6年－8年）
- 匈奴
  - 单于：乌珠留若鞮单于（前8年－13年）
- 朝鲜
  - 百济：
    - 国王：温祚王（前18年－28年）

  - 东扶余：
    - 国王：带素（前7年－22年）

  - 高句丽：
    - 国王：琉璃王（前19年－18年）

  - 新罗：
    - 国王：南解次次雄（4年－24年）
- 贵霜帝国
  - 翕侯：赫拉欧斯（1年－30年）

### 欧洲
- 阿特雷巴特
  - 国王：Tincomarus（前20年－7年）
- 卡图维勒尼
  - 国王：Tasciovanus（前20年－9年）
- 高加索伊比里亚
  - 国王：Aderk（前2年－30年）
- 马科曼尼
  - 国王：Marbod（前9年－19年）
- 罗马帝国
  - 皇帝：奥古斯都（前27年－14年）

### 中东
- 卡帕多细亚
  - 国王：Archelaus（前36年－17日）
- 科马吉尼
  - 国王：Antiochus III（前12年－17年）
- 罗马帝国犹太行省
  - 行政官：希律·阿基勞斯（前4年－6年）
- 奈巴提亚
  - 国王：Aretas IV Philopatris（前9年－40年）
- 奥斯若恩
  - 国王：Abgar V（前4年－7年）
- 安息
  - 国王：
    1. 空缺（4年－6年）
    2. Orodes III（6年）
    3. 空缺（6年－8年）
- 本都 - 皮托多里斯，本都女王（西元前8年－西元23年）

## 出生
- 尼禄（英语：Nero (son of Germanicus)），日耳曼尼库斯和大阿格里皮娜的儿子（死于30年,24岁）
- 米隆尼亚·卡桑尼亚（英语：Milonia Caesonia），罗马皇后。（死于41年,35岁）

## 逝世
- 漢平帝劉衎，西漢王朝第十四位、亦即倒數第二位皇帝
- 克娄巴特拉·塞勒涅二世，昔兰尼加和利比亚女王（生于前40年，46岁）
- 奥罗德斯三世（英语：Orodes III of Parthia），帕提亚国王。